# Le Thé à la menthe
Pour l’article homonyme, voir Thé à la menthe.
Pour plus de détails, voir Fiche technique et Distribution.
Le Thé à la menthe est un  film franco-belge réalisé par Abdelkrim Bahloul, sorti en 1984.

## Synopsis
Hamou a quitté l'Algérie pour faire fortune à Paris, et habite dans le quartier Barbès.
Alors qu'il ne vit que de petits trafics, il se vante auprès de sa mère qu'il gagne bien sa vie, qu'il possède un logement de type F4, une belle 604…
Les problèmes commencent le jour où sa mère arrive d'Algérie et s'installe durablement dans sa vie.

## Fiche technique
- Titre original : Le Thé à la menthe
- Réalisation : Abdelkrim Bahloul
- Scénario : Abdelkrim Bahloul, Jean Curtelin
- Décors : Chantal Giuliani
- Montage : Jacques Witta
- Musique : Lahlou Tighremt
- Assistants réalisateurs : Philippe Ferran, Antoine Santana, Bruno François-Boucher
- Production : Gilles Ricci, Jean-Claude Patrice
- Distribution : Gaumont
- Pays de production :  France,  Belgique
- Langue : français
- Format : Couleur -
- Genre : comédie dramatique
- Durée : 85 minutes
- Dates de sortie : 
  - États-Unis : octobre 1984 (Festival international du film de Chicago)
  - France : 6 mars 1985

## Distribution
- Abdellatif Kechiche : Hamou
- Chafia Boudra : la mère d'Hamou
- Krimo Bouguetof : Abdelkader
- Malek Kateb : le Taleb (Malek Eddine Kateb)
- Malick Bowens : Bakaba
- Dominique Pinon : Roger
- Jean-Luc Boutté : monsieur Alain
- Anne Canovas : Joséphine
- Mazouz Ould-Abderrahmane : l'épicier
- Jacques Rispal : le clochard raciste
- André Rouyer : l'agent de police (Place de la Concorde)
- Roland Amstutz
- Sébastien Floche
- Hervé Briaux
- Med Salah Cheurfi
- Pauline Lafont
- Marie-Noëlle Eusèbe
- Maud Rayer : Huguette

## Distinctions
- 1984 : Prix du meilleur scénario au Festival international du film de Chicago pour Abdelkrim Bahloul

## Principaux lieux filmés
- Le marché de Barbès (18e)
- Le Sacré-Cœur (18e)
- Le jardin des Plantes (5e)
- L'aéroport d'Orly (Val-de-Marne)
- Le métro La Chapelle (18e)
- La rue Jean-Menans (19e)
- Un café arabe
- Une boîte de nuit arabe

De nombreuses scènes sont tournées dans les rues de Belleville et de Barbès.

## Chansons du film
- Lahlou Tighremt - musique du film
- Lahlou Tighremt - A zine (Métro)
- Lahlou Tighremt - Agma (Radio)